# Mapparium
Das Mapparium ist ein dreistöckiger Globus, der von innen durch eine 9,1 Meter lange Brücke aus Glas besichtigt werden kann.
Es steht in der Mary Baker Eddy Library in Boston, Massachusetts.
Der Globus wurde im Jahr 1935 gebaut und repräsentiert die politische Weltkarte zu dieser Zeit.

## Konstruktion und Daten
Die Seitenwände des Globus bestehen aus 608 gefärbten Glasplatten, auf denen die Weltkarte, basierend auf einer Rand-McNally-Weltkarte, abgebildet ist.
Die Form dieser Sehenswürdigkeit gleicht der einer Kugel.
Man kann das Mapparium durch eine 9,1 Meter lange Brücke aus Glas von innen besichtigen.
Weil man auf der Brücke in der Mitte der Weltkarte steht, ist jeder Punkt der Karte gleich weit von einem entfernt, dadurch ergibt sich eine einzigartige 3D-Perspektive und man sieht die Größenverhältnisse der einzelnen Kontinente, wie sie wirklich sind.

### Akustik
Wenn man im Mapparium ist und mit den anderen Besuchern spricht, wird man wahrscheinlich durch die gute Akustik irritiert werden, die sich wegen der Kugelform ergibt. Deswegen flüstern viele Besucher, denn man kann das Gesagte oftmals in der ganzen Kugel hören.

### Lichtershow
Für das Mapparium gibt es eine Präsentation, die ca. 7 bis 8 Minuten dauert.
Das ganze wurde durch die Renovierung von 1998 bis 2001 ausgebaut.
Durch verschiedene Lichteffekte wird auf der Weltkarte gezeigt, welche Veränderungen es im Gegensatz zu damals gibt.

## Entstehungsgeschichte und Geschichte des Gebäudes
Der Architekt Chester Lindsay Churchill kam in den frühen 1930er Jahren auf die Idee, das Mapparium zu bauen, als er durch
einen vier Meter großen Globus in der Lobby des New York Daily News Stammhauses inspiriert wurde.
Er schlug seine Idee dem Bau-Komitee der Christian Science Publishing Society vor.
Der Baubeginn war im Jahr 1932. Fertiggestellt wurde das Mapparium im Jahr 1935 und am 31. Mai wurde es eröffnet.
Der damalige Baupreis betrug 35000 $, zu dieser Zeit eine enorme Summe.
Eigentlich hatte Churchill versucht, die Glasplatten so verbauen zu lassen, dass sie bei einer Änderung der politischen Weltkarte erneuert werden können.
Doch im Jahr 1966 wurde entschieden, dass man die abgebildete Weltkarte nicht mehr erneuert, denn man sah das Mapparium als 'priceless work' an (zu deutsch: unbezahlbare Arbeit).
Ab 1998 wurde das Mapparium renoviert, ein neues Licht- und Soundsysteme wurden installiert und ein Bildschirm wurde eingebaut.
2001 wurde es fertiggestellt. Seitdem werden alle fünf Jahre die Glasplatten gründlich gereinigt.